# باله‌ای‌ریختان
باله‌ای‌ریختان (نام علمی: Pteriomorphia) نام یک زیررده از رده دوکفه‌ای‌ها است.